# سرج بلونگی
سرج بلونگی (به انگلیسی: Serge Belongie) (متولد ۱۹۸۰ (۴۴–۴۵ سال)) استاد علوم رایانه در دانشگاه کپنهاگ است، جایی که او به عنوان رئیس مرکز پیشگام دانمارکی برای هوش مصنوعی خدمت می‌کند. پیش از این، او اندرو اچ و آن آر. تیش، استاد علوم رایانه در فناوری کورنل بود، جایی که او به عنوان دانشیار دین خدمت می‌کرد. او همچنین یکی از اعضای برنامه هیئت علمی بازدیدکننده در گوگل بوده است. او به دلیل مشارکت‌هایش در زمینه‌های بینایی رایانه‌ای و یادگیری ماشین ، به‌ویژه تشخیص اشیا و بخش‌بندی تصویر ، با تحقیقات علمی او در این زمینه‌ها بیش از ۱۵۰۰۰۰ بار بر اساس گوگل اسکالر استناد شده است. همراه با جیتندرا مالیک, بلونگی مفهوم زمینه شکل, یک توصیف‌گر مشخصه پرکاربرد در تشخیص اشیا را پیشنهاد کرد. او چندین شرکت نوپا را در زمینه بینایی رایانه و تشخیص اشیا تأسیس کرده است.
بلونگی همچنین به عنوان یکی از اعضای هیئت مدیره آزمایشگاه اروپایی برای یادگیری و سیستم‌های هوشمند (ELLIS)، یک سازمان مشهور که به پرورش تعالی پژوهشی و همکاری در حوزه هوش مصنوعی در سراسر اروپا اختصاص دارد، خدمت می‌کند.

## حرفه
بلونگی در سال ۲۰۰۰ دکترای مهندسی برق و علوم رایانه را از دانشگاه کالیفرنیا، برکلی با مشاوره دانشمند رایانه جیتندرا مالیک مشاوره دریافت کرد.
زمانی که بلونگی دانشجوی مقطع کارشناسی در مؤسسه فناوری کالیفرنیا بود، شرکت دیجیتال پرسونا را تأسیس کرد که اولین دستگاهی را ساخت که به "اولین دستگاه شناسایی اثر انگشت بازار انبوه جهان" نامیده می‌شود.
پرسونای دیجیتال توسط شرکت شناسایی بیومتریک کراس‌مچ در سال ۲۰۱۴ خریداری شد. او همچنین یکی از بنیانگذاران استارتاپ تشخیص تصویر آنچوی لبز (که توسط دراپ‌باکس. در سال ۲۰۱۲ خریداری شد) و شرکت بینایی کامپیوتری/تحلیل ویدیویی اورپکس است. او همچنین کارشناس اقامت در ال‌دی‌وی کپیتال است. بلونگی بین سال‌های ۲۰۰۱ تا ۲۰۱۳ استاد علوم رایانه در دانشگاه کالیفرنیا، سن دیگو بود، جایی که او مدیر گروه SO(3) رایانه بینایی بود. او در سال ۲۰۱۴  به عنوان پروفسور به کورنل تیچ ملحق شد. او مدیر گروه SE(3) رایانه بینایی و عضوی از آزمایشگاه تجربیات متصل بود. این در حالی بود که بلونگی در سن دیگو بود، خواننده اصلی و نوازنده باس در گروهی به نام SO3 بود که به موفقیت‌های محلی در کلوپ‌ها و بارهای مختلف دست یافت.
از سال ۲۰۱۳ تا ۲۰۲۱، بلونگی استاد تمام علوم رایانه در دانشگاه کرنل بود. در سال ۲۰۲۱، او به دانمارک نقل مکان کرد تا مدیر مرکز پیشگامان دانمارکی برای هوش مصنوعی و استاد بخش علوم رایانه در دانشگاه کپنهاگ شود.

## جوایز
ام‌آی‌تی تکنالجی ریویو، بلونگی را در فهرست نوآوران زیر ۳۵ سال در سال ۲۰۰۴ قرار داد. در سال ۲۰۰۷، بلونگی و همکارانش برای مقاله ارائه شده در کنفرانس بین‌المللی بینایی رایانه‌ای، جایزه افتخاری مار را دریافت کرد. در سال ۲۰۱۵، او برنده جایزه  آی‌سی‌سی‌پی هلمهولتز بود که به نویسندگان مقالاتی که سهم اساسی در زمینه بینایی رایانه داشته‌اند اعطا شد. بلونگی همچنین جایزه شغلی ان‌اس‌اف و کمک هزینه تحقیقاتی اسلون را برای حمایت از تحقیقات خود دریافت کرد.